# Monticello (Missouri)
Monticello és una població dels Estats Units a l'estat de Missouri. Segons el cens del 2000 tenia 126 habitants.

## Demografia
Segons el cens del 2000, Monticello tenia 126 habitants, 51 habitatges, i 31 famílies. La densitat de població era de 187,1 habitants per km².
Dels 51 habitatges en un 29,4% hi vivien nens de menys de 18 anys, en un 52,9% hi vivien parelles casades, en un 9,8% dones solteres, i en un 37,3% no eren unitats familiars. En el 37,3% dels habitatges hi vivien persones soles el 15,7% de les quals corresponia a persones de 65 anys o més que vivien soles. El nombre mitjà de persones vivint en cada habitatge era de 2,29 i el nombre mitjà de persones que vivien en cada família era de 3.
Per edats la població es repartia de la següent manera: un 23% tenia menys de 18 anys, un 10,3% entre 18 i 24, un 29,4% entre 25 i 44, un 22,2% de 45 a 60 i un 15,1% 65 anys o més.
L'edat mediana era de 38 anys. Per cada 100 dones de 18 o més anys hi havia 125,6 homes.
La renda mediana per habitatge era de 25.625 $ i la renda mediana per família de 26.875 $. Els homes tenien una renda mediana de 28.750 $ mentre que les dones 17.500 $. La renda per capita de la població era de 16.592 $. Entorn del 13,8% de les famílies i l'11,8% de la població estaven per davall del llindar de pobresa.

## Poblacions més properes
El següent diagrama mostra les poblacions més properes.